# 日本ラブストーリー大賞
日本ラブストーリー大賞（にほんラブストーリーたいしょう）は、宝島社の主催により行われる、恋愛小説を対象とした公募文学賞である。第10回は「日本ラブストーリー&エンターテインメント大賞」として行われたが、それを最後に停止中。

## 概要
- 宝島社が主催する文学賞で、受賞者には賞金が授与される。
  - 「大賞」 - 主催者より賞金500万円が授与され、書籍が刊行される。第3回までは大賞受賞作をエイベックスによる映画化を検討するとしていた。
  - 「特別賞」 - 一次選考を通過した作品の中から選出される賞。選出されない回もある。

## 受賞作一覧

### 大賞
- 第1回（2005年） - 原田マハ 『カフーを待ちわびて』（宝島社、2006年4月）
- 第2回（2006年） - 上村佑『守護天使』（宝島社、2007年4月）
- 第3回（2007年） - 奈良美那『埋もれる』（宝島社、2008年3月）
- 第4回（2008年） - 藤崎真生『ウォー･クライ』⇒『放課後のウォークライ』（宝島社、2009年3月）
- 第5回（2009年） - 宇木聡史『Because of you』⇒『ルームシェア・ストーリー』（宝島社、2010年3月）
- 第6回（2010年） - 中居真麻『星屑ビーナス!』⇒『恋なんて贅沢が私に落ちてくるのだろうか?』（宝島社、2011年3月）
- 第7回（2011年） - 沢木まひろ『ワリナキナカ』⇒『最後の恋をあなたと』（宝島社、2012年3月）
- 第8回（2012年） - 相戸結衣『LOVE GENE～恋する遺伝子～』⇒『さくら動物病院』（宝島社、2013年3月）
- 第9回（2013年） - 石田祥『トマトのために』
- 第10回（2014年） - 該当なし

### エンタテインメント特別賞
- 第3回（2007年） - 吉川英梨『私の結婚に関する予言「38」』（宝島社、2008年4月）
- 第4回（2008年） - 千梨らく『惚れ草』（宝島社、2009年4月）
- 第5回（2009年） - 矢城潤一『55（ごじゅうご）』⇒『ふたたび swing me again』（宝島社文庫、2010年7月）

### ニフティ/ココログ賞
- 第3回（2007年） - 咲乃月音『オカンの嫁入り』（宝島社、2008年6月）⇒『さくら色 オカンの嫁入り』（宝島社文庫、2009年9月）

### その他
- 第1回（2005年）
  - 審査員絶賛賞 - さとうさくら『SWITCH』⇒『スイッチ』（宝島社、2006年5月）
- 第3回（2007年）
  - 審査員特別賞 - 林由美子『化粧板』（宝島社、2009年3月）
- 第5回（2009年）
  - 審査員特別賞 - 羽澄愁子『ショーウィンドウ』
- 第8回（2012年）
  - 優秀賞 - 蒼井ひかり『アパートメント・ラブ』⇒『進め!枯れ女』（宝島社、2013年4月）
- 第10回
  - 最優秀賞 - 田丸久深『奇跡33756』

## 歴代最終選考委員
- 第1回 柴門ふみ、桜井亜美、松橋真三、浅倉卓弥、井下香苗、大平洋子、剱持嘉一、渡辺真喜子、劔重徹、関川誠、大塚愛、成宮寛貴
- 第2回 柴門ふみ、浅倉卓弥、剱持嘉一、渡辺真喜子、関川誠、大平洋子
- 第3回 柴門ふみ、石田衣良、白井恵美子、上村祐子
- 第4回 柴門ふみ、石田衣良、白井恵美子、上村祐子
- 第5回 柴門ふみ、石田衣良、白井恵美子、上村祐子、杏
- 第6回 柴門ふみ、石田衣良、瀧井朝世、大森美香
- 第7回 柴門ふみ、石田衣良、瀧井朝世、大森美香
- 第8回 柴門ふみ、石田衣良、瀧井朝世、川村元気
- 第9回 柴門ふみ、石田衣良、瀧井朝世、川村元気
- 第10回 冲方丁、川村元気、瀧井朝世